# 大阪市交通局868形電車
大阪市交通局868形電車（おおさかしこうつうきょく868がたでんしゃ）は、大阪市交通局が保有していた路面電車車両である。1938年の登場当時は2011形と称していた。このため、この項では改番までの記述は2011形を使い、改番後の記述は868形を使う。

## 概要
1937年5月から同年12月にかけて2011 - 2030の20両が梅鉢鉄工所（5両）、田中車輌（15両）の両社で製造された。2001形同様の流線型を採り入れた車体デザインを受け継ぐ全長約11.5mの中型ボギー車で、2001形とは、左右非対称の2枚窓の前面や側面窓配置をはじめ、ロックフェンダー式の救助網や足回り及び電装品に変更はないが、側窓が上に拡大されたために幕板が極めて薄くなり、前年に登場した阪神国道線71形（金魚鉢）によく似た、明朗で軽快な車体を持つ車両となった。また、塗色も当時の大阪市電標準色であったマルーン一色に、901・2001の両形式で採り入れられた窓枠のニス塗りが大きな窓を一層に引き立たせ、より軽快な感じを与えた。
2011形のデザインは901形に始まる戦前の大阪市電の流線型シリーズの頂点に達するものであり、これら901・2001・2011の3形式は、同時期に登場した神戸市電700形や京都市電600形、阪神国道線71形と並んで戦前の関西の路面電車を代表する形式となった。また、これらの各形式と同時期に登場した名古屋市電1400形を併せて、1930年代後半の日本の路面電車の代表車として挙げることができる。
2011形の大きな2段窓は1940年に登場した1581形が引き継ぎ、以後1701形、1801形などの大型車や2001・2101形といったこれら大型車の車体デザインを受け継いだ中型車にも引き継がれた。

## 戦争の影響
2011形は2011 - 2020の10両が天王寺車庫に、2021~2030の10両が築港車庫にそれぞれ配属され、南北線や堺筋線、上本町線などの南北の幹線のほか、築港線や東西線、土佐堀南岸線などで運行を開始し、901形をリファインした流線型は、先に登場した2001形とともに1601形と並んで戦前の大阪市電を代表する車両となった。しかし、2011形も2001形同様太平洋戦争末期の大阪大空襲によって天王寺、築港の両車庫が壊滅的な打撃を受けたこともあって在籍20両中13両が被災し、そのうち10両が復旧工事を受けたが、3両が廃車された。また残存車についても、1945年6月1日の大阪大空襲で築港車庫は被災し、そのまま復旧することなく廃止されたことから、2011形は全車天王寺車庫に集結することになった。
その後、1949年の改番で801・901の両形式を含めた大掛かりな改番が実施され、861形の続番である新形式の868形となり、欠番を埋めて868 - 884に改番された。
868形も、同じ前面窓構造を持つ801・901・861の各形式同様、戦中・戦後のガラス不足によって、前面窓のうち、左側大窓の左1/4の位置あたりに桟が設けられたことから、一見すると変則配置の3枚窓のようになった。

## 戦後の運用
868形も861形同様、改番前後に天王寺車庫担当系統の輸送力強化を図るため、都島車庫に在籍していた1501形、1701形とトレードされるような形で都島車庫へ転属した。トロリーポールのビューゲル化や塗色のベージュとマルーンのツートンカラーへの変更についても861形同様である。
戦後の868形は主な運用舞台を大阪駅周辺のいわゆる「キタ」に移したが、天王寺車庫のホームグラウンドである南北線や堺筋線にも担当系統があったことから従前同様顔を出したし、都島車庫の担当系統のない上本町線にも、14系統（阿倍野橋 - 上本町六 - 京阪東口 - 都島本通 - 守口）の応援運行でよく顔を出していた。また、都島車庫担当系統のひとつである12系統（大宮町 - 都島本通 - 京阪東口 - 淀屋橋 - 川口町）で土佐堀南岸線を走り、築港車庫の移転復活とでもいうべき港車庫担当の22（都島車庫前 - 天神橋筋六 - 大阪駅前 - 桜橋 - 肥後橋 - 川口町 - 境川町 - 港車庫前 - 大阪港）や23（都島車庫前 - 都島本通 - 京阪東口 - 淀屋橋 - 川口町 - 境川町 - 港車庫前 - 大阪港）の各系統の応援運行にも充当されたことから、築港線にも運用実績を残した。このように、868形は車庫を転属しても走る路線があまり変わらないという、他には例のない車両となった。
しかし、868形も861形同様大半が戦災復旧車であったことから、1960年から2601形への更新工事が開始され、1961年までに6両が2601形に更新された。残る11両は1962年から1964年にかけて廃車され、868形は消滅した。保存車両はなく、1両が自治会の集会所として転用されただけであった。